# Pier Paolo Calzolari
Pier Paolo Calzolari (Bologna, 21 novembre 1943) è un artista italiano.
Vive e lavora a Lisbona, Portogallo.

## Biografia

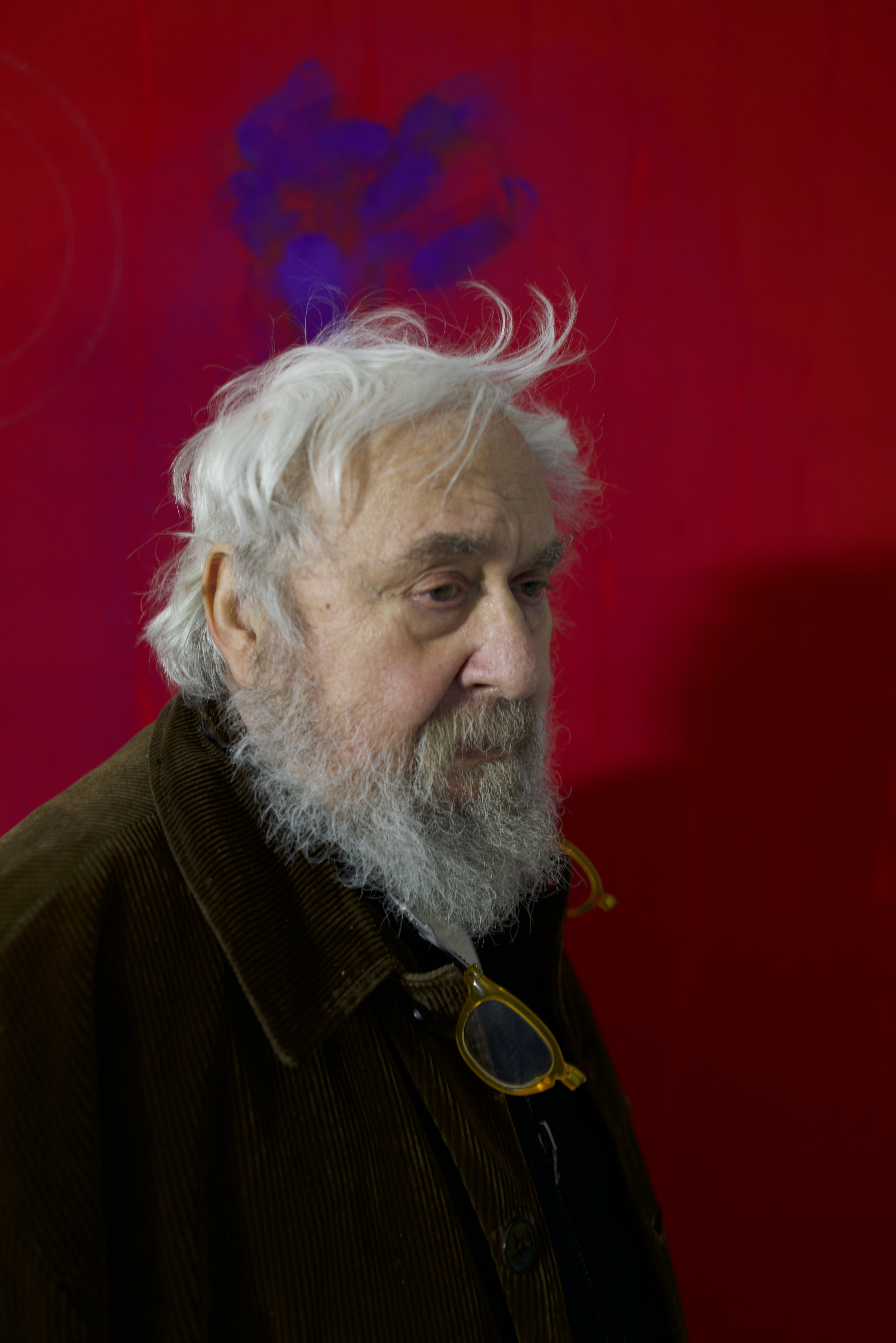
Pier Paolo Calzolari nel suo Studio a Lisbona

Si forma a Bologna dove tiene la prima personale nel 1965 presso la Sala Studio Bentivoglio. Dall'anno successivo abbandona le tecniche pittoriche tradizionali; nel 1967 sempre presso lo Studio Bentivoglio presenta la performance intitolata Il filtro e benvenuto all'angelo con un riferimento all'opera di Pino Pascali. Diviene presto uno dei protagonisti dell'Arte povera. Tra i materiali più usati da Calzolari troviamo il ghiaccio, la margarina, il piombo fuso, le scritte al neon, materiali metallici, organici e naturali, malleabili, con una preferenza per le relazioni che implicano il concetto di trasformazione e aggiungendo agli oggetti fisici il suono come esperienza temporale. Nel movimento dell'arte povera si distingue per la qualità poetica e letteraria dei propri lavori con azioni al limite della performance (Canto sospeso, 1973). È presente alla Biennale di Venezia negli anni 1978, 1980 e 1990. Nel 1992 è a Documenta IX a Kassel. Negli anni Ottanta torna a lavori pittorici tradizionali con astrazioni di matrice metafisica ed esistenziale, peraltro già precedentemente presenti insieme a dimensioni di tipo affettivo.
Nel 1994 un'importante retrospettiva gli viene dedicata alla Galleria nazionale del Jeu de Paume di Parigi e al Castello di Rivoli di Torino.

## Esposizioni (selezione)

### Collettive
- 1987

Collection Sonnabend, Centro de Arte Reina Sofia, Madrid; Cape Musée d'art contemporain, Bordeaux; Hamburger Bahnhof, Berlin; Galleria Nazionale d'Arte, Roma.
- 1984

Coerenza in-coerenza. Dall'arte povera al 1984, Mole Antonelliana, Torino.
- 1975

Video Art, Institute of Contemporary Art, Philadelphia.
- 1973

X Quadriennale nazionale d'arte, Palazzo delle Esposizioni, Roma.
- 1972

Documenta V, Kassel.
- 1970

Conceptual art Arte povera Land art, Galleria Civica d'Arte Moderna, Torino.
Arte e critica 70. Segnalazioni, Galleria della Sala della Cultura, Modena.
- 1969

Op Losse Schroeven situaties en cryptostructuren, Stedelijk Museum, Amsterdam.
When attitudes become form, Kunsthalle, Berna.
Anselmo, Boetti, Calzolari, Merz, Zorio, Galleria Sperone, Torino.
- 1968

Arte povera - azioni povere, Amalfi.
Teatro delle mostre, Galleria La Tartaruga, Roma.
Arte povera - Im Spazio, Galleria La Bertesca, Genova.
- 1967-69

Deposito d'arte presente, Torino.

## Calzolari nei musei
Italia
- Centro per l'arte contemporanea Luigi Pecci, Prato
- Collezione Maramotti, Reggio Emilia
- Fondazione Biscozzi Rimbaud, Lecce
- Fondazione Giuliani[3], Roma
- Galleria civica d'arte moderna e contemporanea - (GAM), Torino
- Museo d'arte contemporanea del castello di Rivoli, Rivoli - Torino
- Museo d'arte moderna di Bologna - (MAMbo), Bologna
- Museo nazionale delle arti del XXI secolo - (MAXXI), Roma
- Pinault Collection - (Palazzo Grassi - Punta della Dogana), Venezia
- Collezione Roberto Casamonti, Firenze

Austria
- Museum Moderner Kunst, Vienna

Belgio
- Stedelijk Museum voor Actuele Kunst (SMAK), Gand

Francia
- Fond national d'art contemporain - (FNAC), Puteaux
- Fondation Marguerite et Aimé Maeght, Saint-Paul-de-Vence
- FRAC Bretagne, Châteaugiron[4]
- FRAC Champagne Ardenne - (Fond regional d'art contemporain Bretagne), Reims[5]
- FRAC Nord-Pas de Calais, Dunkerque[6]
- FRAC Picardie, Amiens[7]
- Musée d'Art Moderne et d'Art Contemporain - (MAMAC), Nizza
- Musée national d'Art Moderne Centre Georges Pompidou, Parigi

Stati Uniti
- Art Institute of Chicago, Chicago
- Glenstone, New York
- Museum of Fine Arts (Boston), Boston
- Solomon R. Guggenheim Museum, New York